# Liste in Chile vorhandener Dampflokomotiven
Dies ist eine Liste erhaltener Dampflokomotiven auf dem Gebiet von Chile.

## Lokomotiven mit 66"/1676 mm
| Foto | Nummer oder Name                                   | Bauart / Achsfolge | Hersteller                        | Fabrik-nr. | Baujahr | Historie | Eigentümer / Betreiber / Strecke | Bemerkungen |
| ---- | -------------------------------------------------- | ------------------ | --------------------------------- | ---------- | ------- | -------- | -------------------------------- | ----------- |
|      | FC de Copiapo No. 'Copiapo'                        | 2'B                | Richard Norris & Son              |            | 1850    |          | University of Atacama            | [ 1 ]       |
|      | ? No. 5613                                         | B                  | ?                                 |            |         |          | Viña del Mar Park                | [ 2 ]       |
|      | EFE No. 518                                        | 1’B                | North British Locomotive Co.      | 18488      | 1908    |          | Parque de los Trenes             | [ 3 ]       |
|      | EFE No. 577                                        | 1’B                | Henschel & Sohn (Kassel)          | 11307      | 1912    |          | Parque de los Trenes             | [ 4 ]       |
|      | ENAP No. ?                                         | C                  | Krupp (Essen)                     | 1792       | 1938    |          | Campo Deportivo Enaprefinerias   | [ 5 ]       |
|      | EFE No. 488                                        | C                  | Baldwin Locomotive Works          | 31916      | 1907    |          | Parque Laguna Grande             | [ 6 ]       |
|      | EFE No. 13                                         | 1’C                | Balfour Lyon                      |            | 1914    |          | Parque Laguna Grande             | [ 7 ]       |
|      | EFE No. 1                                          | B                  | Arnold Jung                       | 4667       | 1929    |          | Quinta Normal Museum             | [ 8 ]       |
|      | EFE No. 532                                        | 1’B                | North British Locomotive Co.      | 18502      | 1908    |          | Museo Nacional Ferroviario       | [ 9 ]       |
|      | EFE No. 576                                        | 1’C                | Henschel & Sohn (Kassel)          | 11306      | 1912    |          | Museo Nacional Ferroviario       | [ 10 ]      |
|      | EFE No. 487                                        | C                  | Baldwin Locomotive Works          | 31915      | 1907    |          | Valdivia Station                 | [ 11 ]      |
|      | EFE No. 565                                        | 1’C                | Henschel & Sohn (Kassel)          | 11295      | 1912    |          | Victoria Engine House            | [ 12 ]      |
|      | EFE No. 500                                        | 1’C                | North British Locomotive Co.      | 18470      | 1908    |          | Victoria Engine House            | [ 13 ]      |
|      | EFE No. 823                                        | 2’D1’              | Baldwin Locomotive Works          | 62425      | 1940    |          | Villa Alemana Station            | [ 14 ]      |
|      | FCALP No. 1                                        | C                  | Borsig, Berlin-Tegel              | 6777       | 1907    |          | FCALP Station, Arica             | [ 15 ]      |
|      | EFE No. 462                                        | C                  | Hanomag (Hannover-Linden)         | 5216       | 1908    |          | Museo Interactivo                | [ 16 ]      |
|      | EFE No. 478                                        | 1’C                | Baldwin Locomotive Works          | 31805      | 1907    |          | Historical Museum Juan Pablo II  | [ 17 ]      |
|      | EFE No. 606                                        | 1’C                | Sociedad de Maestranzas y Galvan. |            | 1913    |          | Historical Museum Juan Pablo II  | [ 18 ]      |
|      | EFE No. 219                                        | C                  | Dubs & Co.                        | 2742       | 1891    |          | Balneario Cachapoal              | [ 19 ]      |
|      | EFE No. 607                                        | 1’C                | Sociedad de Maestranzas y Galvan. |            | 1913    |          | San Fernando Depot               | [ 20 ]      |
|      | EFE No. 802                                        | 2’D1’              | Baldwin Locomotive Works          | 61107      | 1929    |          | Museo Ferroviario                | [ 21 ]      |
|      | EFE No. 708                                        | 1’D1’              | Alco                              | 59020      | 1919    |          | Museo Ferroviario                | [ 22 ]      |
|      | EFE No. 598                                        | 1’C                | Sociedad de Maestranzas y Galvan. |            | 1913    |          | Colchagua Museum                 | [ 23 ]      |
|      | EFE No. 439                                        | 1’D                | Borsig, Berlin-Tegel              | 6042       | 1907    |          | Quinta Normal Museum             | [ 24 ]      |
|      | ACPF (EFE) No. 489                                 | C                  | Baldwin Locomotive Works          | 31947      | 1907    |          | Santiago Central Station         | [ 25 ]      |
|      | EFE No. 221                                        | C                  | Dubs & Co.                        | 2746       | 1891    |          | Palestino Club                   | [ 26 ]      |
|      | EFE No. 248                                        | 2’C                | Rogers                            | 5086       | 1896    |          | Hotel Las Acacias de Vitacura    | [ 27 ]      |
|      | EFE No. 3045                                       | 1’D1’              | Borsig, Berlin-Tegel              | 5857       | 1906    |          | Quinta Normal Museum             | [ 28 ]      |
|      | EFE No. 306                                        | 1’B                | Sociedad de Maestranzas y Galvan. |            | 1912    |          | Quinta Normal Museum             | [ 29 ]      |
|      | EFE No. 407                                        | C                  | Borsig, Berlin-Tegel              | 5937       | 1907    |          | Quinta Normal Museum             | [ 30 ]      |
|      | EFE No. 709                                        | 1’D1’              | Alco                              | 59021      | 1919    |          | Quinta Normal Museum             | [ 31 ]      |
|      | ACPF (EFE) No. 714                                 | 1’D1’              | Alco                              | 59026      | 1919    |          | Santiego Central Station         | [ 32 ]      |
|      | EFE No. 846                                        | 2’D1’              | Mitsubishi                        | 747        | 1952    |          | Quinta Normal Museum             | [ 33 ]      |
|      | ACPF (EFE) No. 851                                 | 2’D1’              | Mitsubishi                        | 752        | 1952    |          | Santiego MSE                     | [ 34 ]      |
|      | ACPF (EFE) No. 903                                 | 1’D1’              | Krupp (Essen)                     | 1465       | 1935    |          | San Eugenio roundhouse           | [ 35 ]      |
|      | EFE No. 1009                                       | 2’D2'              | Henschel & Sohn (Kassel)          | 22749      | 1935    |          | Quinta Normal Museum             | [ 36 ]      |
|      | EFE No. 1110                                       | 2’D2'              | ALCO (Schenectady)                | 69329      | 1940    |          | Quinta Normal Museum             | [ 37 ]      |
|      | EFE No. 18                                         | 2’C                | Borsig, Berlin-Tegel              | 7389       | 1910    |          | Quinta Normal Museum             | [ 38 ]      |
|      | EFE No. 205                                        | C                  | Rogers                            | 4865       | 1893    |          | Quinta Normal Museum             | [ 39 ]      |
|      | EFE No. 211                                        | 2’C                | Rogers                            | 4955       | 1896    |          | Quinta Normal Museum             | [ 40 ]      |
|      | Fábricas y Maestranzas del Ejército de Chile No. ? | B                  | Arnold Jung                       | 4667       | 1926    |          | FAMAE factory                    | [ 41 ]      |
|      | La Cia de Gas de Santiago No. 'BLAS VIAL'          | B                  | Manning Wardle                    | 1639       | 1904    |          | Gasco Plant                      | [ 42 ]      |
|      | La Cia de Gas de Santiago No. 'GUILLERMO EDWARDS'  | B                  | Manning Wardle                    | 1770       | 1911    |          | Gasco Plant                      | [ 43 ]      |
|      | EFE No. 631                                        | 1’C                | Sociedad de Maestranzas y Galvan. |            | 1913    |          | Quinta Normal Museum             | [ 44 ]      |
|      | EFE No. 858                                        | 2’D1’              | Mitsubishi                        | 759        | 1952    |          | Museo Nacional Ferroviario       | [ 45 ]      |
|      | EFE No. 869                                        | 2’D1’              | Mitsubishi                        | 776        | 1952    |          | Museo Nacional Ferroviario       | [ 46 ]      |
|      | EFE No. 848                                        | 2’D1’              | Mitsubishi                        | 749        | 1952    |          | Museo Nacional Ferroviario       | [ 47 ]      |
|      | EFE No. 849                                        | 2’D1’              | Mitsubishi                        | 750        | 1952    |          | Museo Nacional Ferroviario       | [ 48 ]      |
|      | EFE No. 718                                        | 1’D1’              | Alco                              | 59030      | 1919    |          | Museo Nacional Ferroviario       | [ 49 ]      |
|      | EFE No. 729                                        | 1’D1’              | Alco                              | 63154      | 1922    |          | Museo Nacional Ferroviario       | [ 50 ]      |
|      | EFE No. 803                                        | 2’D1’              | Baldwin Locomotive Works          | 61108      | 1929    |          | Museo Nacional Ferroviario       | [ 51 ]      |
|      | ACPF (EFE) No. 820                                 | 2’D1’              | Baldwin Locomotive Works          | 62422      | 1940    |          | Museo Nacional Ferroviario       | [ 52 ]      |
|      | EFE No. 841                                        | 2’D1’              | Mitsubishi                        | 742        | 1952    |          | Museo Nacional Ferroviario       | [ 53 ]      |
|      | EFE No. 844                                        | 2’D1’              | Mitsubishi                        | 745        | 1952    |          | Museo Nacional Ferroviario       | [ 54 ]      |
|      | EFE No. 429                                        | 1’C                | Sociedad de Maestranzas y Galvan. |            | 1913    |          | Museo Nacional Ferroviario       | [ 55 ]      |
|      | EFE No. 463                                        | C                  | Hanomag (Hannover-Linden)         | 5217       | 1908    |          | Museo Nacional Ferroviario       | [ 56 ]      |
|      | EFE No. 620                                        | 2’C                | Sociedad de Maestranzas y Galvan. |            | 1913    |          | Museo Nacional Ferroviario       | [ 57 ]      |
|      | EFE No. 630                                        | 1’C                | Sociedad de Maestranzas y Galvan. |            | 1913    |          | Victoria Engine House            | [ 58 ]      |
|      | EFE No. 534                                        | 2’C                | North British Locomotive Co.      | 18849      | 1908    |          | FESUR Depot                      | [ 59 ]      |
|      | EFE No. 634                                        | 1’C                | Sociedad de Maestranzas y Galvan. |            | 1913    |          | Victoria Engine House            | [ 60 ]      |
|      | CMPV (Azucarera) No. 13 'La Santiaguina'           | B                  | Krauss (München)                  | 5613       | 1906    |          | Museo Artequia de Vina del Mar   | [ 61 ]      |

## Lokomotiven mit 1000 mm
| Foto | Nummer oder Name                               | Bauart / Achsfolge | Hersteller                        | Fabrik-nr. | Baujahr | Historie | Eigentümer / Betreiber / Strecke | Bemerkungen |
| ---- | ---------------------------------------------- | ------------------ | --------------------------------- | ---------- | ------- | -------- | -------------------------------- | ----------- |
|      | FCAB No. 34                                    | 1’D2’              | North British Locomotive Co.      | 23563      | 1927    |          | Antofagasta Old Station          | [ 62 ]      |
|      | Puerto Antof. No. 4                            | B1                 | Kerr Stuart & Co (Stoke on Trent) | 4077       | 1919    |          | Club de Emporchi                 | [ 63 ]      |
|      | Chilectra No. ?                                | C                  | Peckett & Sons                    | 1710       | 1926    |          | Campo deportes Chilectra         | [ 64 ]      |
|      | FCVA No. 7                                     | 2’D                | Borsig, Berlin-Tegel              | 11955      | 1927    |          | FCA Depot                        | [ 65 ]      |
|      | FCALP No. 3331 (3315)                          | 1’D1’              | Esslingen (Esslingen)             | 4127       | 1924    |          | In front of FCALP station        | [ 66 ]      |
|      | FC Potrerillos No. 2                           | 1’C1’              | Baldwin Locomotive Works          | 58412      | 1925    |          | Storage yard Ave Benito Tapia    | [ 67 ]      |
|      | Puerto Iquique No. 3                           | C                  | Avonside Engine Co. Ltd.          | 1452       | 1902    |          | Near Monumento al Pampino        | [ 68 ]      |
|      | FC Carrizal No. 5                              | D1                 | H.K. Porter                       | 3856       | 1907    |          | Cementerio de Trenes             | [ 69 ]      |
|      | ? No. ?                                        | C                  | Orenstein & Koppel                |            |         |          | Raul Pey, Arica                  | [ 70 ]      |
|      | FCALP No. 3573                                 | 1’D1’              | Borsig, Berlin-Tegel              | 11865      | 1924    |          | Museo Ferroviario                | [ 71 ]      |
|      | FCLN (EFE) No. 3223                            | 1’C                | Orenstein & Koppel                | 5203       | 1911    |          | Museo Ferroviario                | [ 72 ]      |
|      | Red Norte No. 3501                             | 1’D1’              | Baldwin Locomotive Works          | 55089      | 1921    |          | Museo Ferroviario                | [ 73 ]      |
|      | Red Norte No. 3518                             | 1’D1’              | Baldwin Locomotive Works          | 56425      | 1923    |          | Museo Ferroviario                | [ 74 ]      |
|      | Red Norte No. 3525                             | 1’D1’              | Baldwin Locomotive Works          | 56455      | 1923    |          | Museo Ferroviario                | [ 75 ]      |
|      | Babarizza & Co. No. ?                          | B1                 | Yorkshire Engine Co. (Sheffield)  | 1890       | 1923    |          | Copiapo Railway Station          | [ 76 ]      |
|      | FCLN No. 1035                                  | C                  | Orenstein & Koppel                | 5463       | 1912    |          | Salitrera de Humberston          | [ 77 ]      |
|      | FCTC No. 3348                                  | DC                 | Kitson & Co.                      | 4598       | 1908    |          | Los Andes Engine Shed            | [ 78 ]      |
|      | FCAB No. 22                                    | C1                 | Hunslet Engine Co.                | 946        | 1908    |          | Ave Manuel Rodriguez             | [ 79 ]      |
|      | Paperlera No. ?                                | C                  | Orenstein & Koppel                | 9394       | 1920    |          | Planta Papeles y Cartones        | [ 80 ]      |
|      | Sociedad Explotadora de Tierra del Fuego No. ? | C                  | Avonside Engine Co. Ltd.          | 1861       | 1920    |          | Plaza de Armas                   | [ 81 ]      |
|      | ? No. ?                                        | B                  | Orenstein & Koppel                | 6962       | 1914    |          | Singular Patagonia Hotel         | [ 82 ]      |
|      | Ferrocarril Mina Loreto No. 'Maria'            | B                  | Hanomag (Hannover-Linden)         | 4567       | 1910    |          | Museo del Recuerdo               | [ 83 ]      |
|      | FC de Punta Arenas a Mina Loreto No. ?         | B                  | Orenstein & Koppel                | 5824       | 1912    |          | Escuela Industrial Superior      | [ 84 ]      |
|      | Polpaico (Amelie Nitrate Ltd) No. ?            | B                  | Orenstein & Koppel                | 6525       | 1914    |          | Poblacion Guildemeister          | [ 85 ]      |
|      | EFE No. 3087                                   | 1’D                | Rogers                            | 5190       | 1901    |          | Quinta Normal Museum             | [ 86 ]      |
|      | FCTC No. 3349                                  | DC                 | Kitson & Co.                      | 4664       | 1909    |          | Quinta Normal Museum             | [ 87 ]      |
|      | Red Norte No. 3511                             | 1’D1’              | Baldwin Locomotive Works          | 56379      | 1923    |          | ?                                | [ 88 ]      |

## Lokomotiven mit 42"
| Foto | Nummer oder Name | Bauart / Achsfolge | Hersteller     | Fabrik-nr. | Baujahr | Historie | Eigentümer / Betreiber / Strecke | Bemerkungen |
| ---- | ---------------- | ------------------ | -------------- | ---------- | ------- | -------- | -------------------------------- | ----------- |
|      | FC Taltal No. 59 | CC                 | Kitson & Co.   | 4656       | 1909    |          | Plaza del Tren                   | [ 89 ]      |
|      | FCCT No. 1       | B                  | Manning Wardle | 1126       | 1889    |          | Plazoleta Sotomayor              | [ 90 ]      |

## Lokomotiven mit 750 mm
| Foto | Nummer oder Name          | Bauart / Achsfolge | Hersteller                | Fabrik-nr. | Baujahr | Historie | Eigentümer / Betreiber / Strecke | Bemerkungen |
| ---- | ------------------------- | ------------------ | ------------------------- | ---------- | ------- | -------- | -------------------------------- | ----------- |
|      | FC Tacora No. 'Tacora'    | C                  | Rheinmetall               | 1001       | 1925    |          | Tacora depot                     | [ 91 ]      |
|      | FC Tacora No. ?           | D                  | Hanomag (Hannover-Linden) | 10376      | 1924    |          | Tacora depot                     | [ 92 ]      |
|      | FC Tacora No. ?           | D                  | Hanomag (Hannover-Linden) | 10486      | 1925    |          | Tacora depot                     | [ 93 ]      |
|      | Cia. Sal. Antof. No. ?    | C                  | Orenstein & Koppel        | 3948       | 1910    |          | University del Norte             | [ 94 ]      |
|      | Amelia Nitrate Ltd. No. ? | B                  | Orenstein & Koppel        | 5085       | 1912    |          | Plaza Cerro Blanco               | [ 95 ]      |
|      | EFE No. 73                | B2 (B2’)           | MSB                       |            |         |          | J. Zagal (private)               | [ 96 ]      |

## Lokomotiven mit 36"
| Foto | Nummer oder Name     | Bauart / Achsfolge | Hersteller         | Fabrik-nr. | Baujahr | Historie | Eigentümer / Betreiber / Strecke | Bemerkungen |
| ---- | -------------------- | ------------------ | ------------------ | ---------- | ------- | -------- | -------------------------------- | ----------- |
|      | Slomann y Cia. No. ? | D                  | Orenstein & Koppel | 10491      | 1923    |          | Excedindus Ltda.                 | [ 97 ]      |

## Lokomotiven mit 30"
| Foto | Nummer oder Name                 | Bauart / Achsfolge | Hersteller                   | Fabrik-nr. | Baujahr | Historie | Eigentümer / Betreiber / Strecke | Bemerkungen |
| ---- | -------------------------------- | ------------------ | ---------------------------- | ---------- | ------- | -------- | -------------------------------- | ----------- |
|      | FCAB No. 36 (209)                | 1’D2’              | North British Locomotive Co. | 23565      | 1927    |          | Antofagasta Old Station          | [ 98 ]      |
|      | Humberstone (SCNS) No. 11 (5)    | C1                 | W.G.Bagnall                  | 2277       | 1925    |          | Salitrera de Humberstone         | [ 99 ]      |
|      | Humberstone (FCS) No. 8 'Fowler' | B                  | Fowler                       | 6043       |         |          | Salitrera de Humberstone         | [ 100 ]     |
|      | Braden No. ?                     | B                  | H.K. Porter                  |            |         |          | Insituto Ingles                  | [ 101 ]     |
|      | Braden Copper Co. No. 14         | Shay - 3 truck     | Lima Locomotive Works        | 2876       | 1916    |          | Planta Codelco                   | [ 102 ]     |
|      | Braden No. 2 'COPADO'            | B                  | H.K. Porter                  |            |         |          | Balneario Cachapoal              | [ 103 ]     |
|      | Braden Copper Co. No. 5          | Shay - 2 truck     | Lima Locomotive Works        | 2257       | 1910    |          | El Teniente copper mine          | [ 104 ]     |

## Lokomotiven mit 20.5"
| Foto | Nummer oder Name     | Bauart / Achsfolge | Hersteller     | Fabrik-nr. | Baujahr | Historie | Eigentümer / Betreiber / Strecke | Bemerkungen |
| ---- | -------------------- | ------------------ | -------------- | ---------- | ------- | -------- | -------------------------------- | ----------- |
|      | Copiapo Mining No. ? | D                  | Black Hawthorn | 895        | 1887    |          | Copaiapo Station                 | [ 105 ]     |

## Lokomotiven mit 600 mm
| Foto | Nummer oder Name                   | Bauart / Achsfolge | Hersteller         | Fabrik-nr. | Baujahr | Historie | Eigentümer / Betreiber / Strecke | Bemerkungen |
| ---- | ---------------------------------- | ------------------ | ------------------ | ---------- | ------- | -------- | -------------------------------- | ----------- |
|      | FCAB No. 21                        | C1                 | Hunslet Engine Co. | 945        | 1908    |          | Raul Pey                         | [ 106 ]     |
|      | FCAB No. 25                        | C1                 | Hunslet Engine Co. | 949        | 1908    |          | Raul Pey                         | [ 107 ]     |
|      | EFE No. 5057                       | C                  | Arnold Jung        | 1857       | 1912    |          | Plazuela el Tren                 | [ 108 ]     |
|      | FC Militar No. 4                   | C1                 | Arnold Jung        | 1306       | 1906    |          | El Melocotón Railway Station     | [ 109 ]     |
|      | Nitrate Works No. ?                | C                  | Arnold Jung        | 3501       | 1925    |          | Fundo Santa Laura                | [ 110 ]     |
|      | Cemento Melon No. ?                | B                  | H.K. Porter        | 5991       | 1917    |          | La Calera Town Hall              | [ 111 ]     |
|      | ENACAR Mina Pilpico No. 7 'FRESIA' | C                  | Arnold Jung        | 1192       | 1907    |          | Escuela Pilpilco                 | [ 112 ]     |
|      | Lota Sch. No. ?                    | B                  | Orenstein & Koppel | 12855      | 1936    |          | Teatro de Lota                   | [ 113 ]     |
|      | Unknown No. 'Guacolda'             | C1                 | Arnold Jung        | 397        | 1899    |          | Plaza del Pueblo / Route 203     | [ 114 ]     |
|      | Santa Laura No. 'DIECIOCHO'        | B                  | W.G.Bagnall        | 1014       | 1910    |          | Route 5 turn off for Humberstone | [ 115 ]     |
|      | Comunidad Quellon No. ?            | C                  | Orenstein & Koppel |            |         |          | Monumneto Voy pa Quellon         | [ 116 ]     |
|      | EFE No. 5025                       | C                  | Arnold Jung        | 2034       | 1913    |          | Quinta Normal Railway Museum     | [ 117 ]     |
|      | FFCC del Estado No. CMV 2          | B                  | Maffei             | 4337       | 1928    |          | Museo Nacional Ferroviario       | [ 118 ]     |